# مراد شاهين
مراد شاهين (بالتركية: Murat Şahin)‏ هو لاعب كرة قدم تركي، ولد في 4 فبراير 1976 في إسطنبول في تركيا. لعب مع أضنة سبور وتشايكور ريزه سبور وغازي عنتاب سبور وفانسبور وقونيا سبور ونادي بشكتاش ونادي فنربخشة ونادي قاسم باشا.

## وصلات خارجية
- مراد شاهين على موقع الاتحاد الدولي (مؤرشف)  (الإنجليزية)
- مراد شاهين على موقع اتحاد تركيا (لاعب) (الإنجليزية)
- مراد شاهين على موقع اتحاد تركيا (مدرب) (الإنجليزية)
- مراد شاهين على موقع قاعدة بيانات كرة القدم.إي يو (الإنجليزية)
- مراد شاهين على موقع عالم كرة القدم.نت (الإنجليزية)